# Мішок «М»

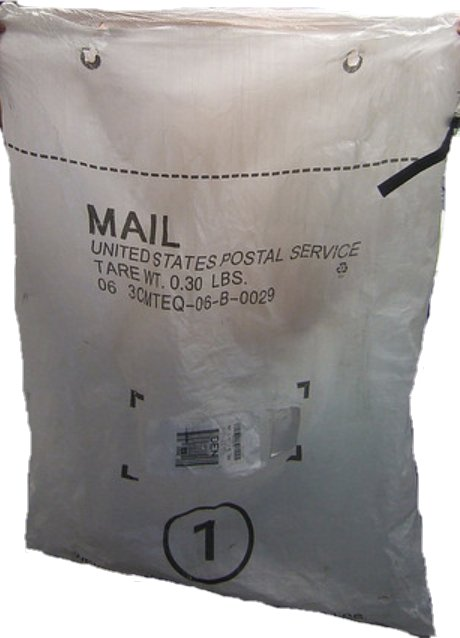

Мішки «М» — рекомендоване міжнародне поштове відправлення (спеціальний мішок) з вкладенням друкованих видань (книг, газет, журналів, тощо), який подається для пересилання одним відправником і адресується одному адресатові (одержувачу) за одним місцем призначення.
Маса: до 30 кг.

## Порядок відправлення
Подаються для пересилання до об'єкта поштового зв'язку. При прийманні до пересилання мішка «М» відправник заповнює митну декларацію CN22, а також адресний ярлик прямокутної форми, розміри якого повинні бути не менше 90×140 мм з відомостями щодо адресата (одержувача) і відправника. Адресний ярлик повинен бути виготовлений з достатньо міцного матеріалу, щільного картону, пластичного матеріалу або паперу і мати отвори для шпагату.

## Переваги
- у разі необхідності відправити велику кількість друкованих видань в одну адресу, є можливість заощадити на пересиланні;
- підтвердження подачі — квитанція;
- приписка до виробничих документів по всьому шляху проходження;
- підтвердження вручення (під підпис)
- можливість використання повідомлення про вручення
- можливість Вручити особисто
- можливість доставки З посильним
- матеріальне відшкодування у разі втрати (пошкодження) згідно з «Правилами виплати відшкодування».